# Oskar Binder
Oskar Binder (* 11 de mayo de 1911 en Bad Imnau, pequeña aldea de Haigerloch, Alemania; † 6 de diciembre de 1990 en Bogotá, Colombia). Fue un destacado constructor de órganos alemán y afinador de piano en Colombia.

## Biografía
A la edad de 16 años ingresó a trabajar a la fábrica alemana de órganos E. F. Walcker & Cie. (hoy conocida como Walcker Orgelbau). En 1933 cuando contaba con 22 años, la empresa lo envió a Medellín con el propósito de armar el órgano adquirido para la Catedral de dicha ciudad. Salió de Alemania por el puerto de Hamburgo el 25 de febrero de 1933 en el barco «Caribia» y llegó a Puerto Colombia el 19 de marzo. De Barranquilla salió el 21 de marzo por el río Magdalena, hasta Puerto Berrío, de donde salió para Medellín, para finalmente llegar el 1 de abril del mismo año. Después de varios meses de trabajo, el órgano de la Catedral es finalmente inaugurado el 12 de agosto de 1933.

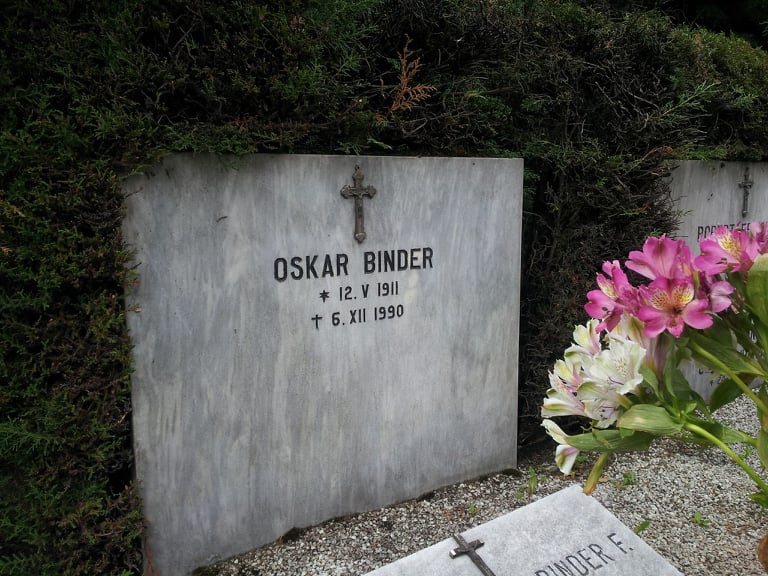
Tumba de Oskar Binder en el Cementerio Alemán de Bogotá.

Luego permaneció en Colombia para después pasar a Guatemala en 1937 para la instalación de un órgano E. F. Walcker & Cie. para la catedral de dicha ciudad. Regresó en 1938 a Colombia, para continuar su obra, al ver los problemas por lo que pasaba Alemania, decide radicarse en el país y establece la compañía Oskar Binder & Cia. Ltda con sede en Bogotá y se vuelve el representante exclusivo para Colombia de la casa E. F. Walcker & Cie. Pero su labor fue interrumpida por la Segunda Guerra Mundial, lo que generó dificultades de importación desde la casa Walcker en Europa, por lo cual se vio en la necesidad de establecer su propio taller de órganos en la que él mismo construyó más y más elementos con materia prima local, por lo que prácticamente todos los instrumentos que montó en Colombia tienen una buena cantidad de componentes de su propia fabricación, como las secretas, los tubos de madera y todo el sistema de alimentación de aire, en tanto que los componentes eléctricos y los tubos metálicos provenían de la fábrica en Alemania. Su taller fue establecido en 1947 y funcionó normalmente hasta el año de 1987, o sea durante cuarenta años armó, restauró, amplió y construyó 66 instrumentos.
Además, su labor con los órganos la alternó con la afinación de pianos, área donde también se destacó por su gran pericia. El papa Pablo VI lo condecoró en 1968 con la medalla Pro Ecclesia et Pontifice, y en 1985 el gobierno alemán le impuso la Cruz de Mérito.
Binder tuvo una entrañable amistad con el maestro José Hernando Montoya Betancur, organista de la Catedral de Medellín, casi todo órgano que Binder armó, el maestro Montoya lo estrenó, muestra de esto es cuando en 1981 Binder viaja nuevamente a Guatemala para reparar el órgano de la Catedral de Ciudad de Guatemala y el concierto de reinauguración fue ofrecido por el maestro Montoya.